# Citroën
Citroën és una marca francesa d'automòbils, fundada el 1919 per André Citroën i que actualment forma part del Grup PSA (Peugeot-Citroën).
Si bé al principi era un fabricant de cotxes del mercat de masses amb dissenys relativament senzills, va sorprendre el món el 1934 amb l'innovador Traction Avant (tracció davantera, 1934-1956). Fins a finals dels anys 1980, la companyia mantingué una reputació per entendre el disseny d'automòbils d'una manera única. Models importants més tardans inclouen el H Van (1947-1981, el HY), 2CV (1948-1990, L'Aneguet Lleig), el DS (1955-1975, Deessa) i el CX (1974-1989). Destaca també el seu palmarès en competició, tant al mundial de ral·lis WRC, com el París-Dakar.

## Història
Després de servir a l'exèrcit francès, André Citroën va començar un negoci de construcció de transmissions. Tanmateix, el 1919 l'empresa va començar a produir automòbils, començant amb el convencional Type A.
El 1924, Citroën va iniciar una relació amb l'enginyer americà Edward Gowan Budd, que des del 1899 havia treballat per a crear xassissos d'acer per vagons, per a Pullman. Budd va continuar fabricant xassissos d'acer per molts fabricants d'automòbils, essent Dodge el seu primer gran client en la indústria. El 1928, Citroën va introduir el primer xassís fet completament d'acer a Europa. Ja el 1930, Budd havia creat per a Citroën un prototip d'unibody i tracció davantera. Va ser aquest prototip el que va evolucionar en l'Onze Légère i el 7 CV Traction Avant de 1934. Aquests cotxes marcarien el camí a seguir trenta anys més tard pel Mini, Volkswagen i gairebé qualsevol altre fabricant.
Al principi, els cotxes van tenir un gran èxit; però aviat els competidors, que encara utilitzaven estructures de fusta per als seus xassissos, van introduir dissenys aerodinàmics de xassís en els seus cotxes. Citroën no tenia cap manera per redissenyar el xassís dels seus cotxes i per consegüent, els cotxes van començar a ser vistos com a passats de moda. Els Citroëns es venien en grans quantitats malgrat el desavantatge estilístic, però el baix preu del cotxe era el principal motiu de vendes i Citroën va patir grans pèrdues. Això va animar André Citroën a desenvolupar el Traction Avant, un cotxe tan innovador que la competència no tindria cap resposta a ell. Aconseguir un desenvolupament ràpid del Traction Avant va ser car i va contribuir a la ruïna financera de la companyia.
Citroën també va patrocinar expedicions a Àsia (Croisière Jaune) i Àfrica (Croisière Noire), volent demostrar el potencial dels vehicles de motor per travessar regions inhòspites. Les expedicions incloïen científics i periodistes, i van ser un èxit publicitari.
El 1934, els deutes van dur a l'embargament de la companyia; va ser assumida pel seu creditor més gran, la companyia de pneumàtics Michelin.
Citroën va presentar el 2CV al Saló de l'Automòbil de París el 1948.
El 1955 va veure la introducció del DS, que va ser la primera utilització de l'ara llegendari sistema de suspensió hidropneumàtic de Citroën, que va ser provat primerament a la suspensió darrera dels últims Tractions. El DS duia conducció assistida, frens i suspensions. El mateix sistema d'alta pressió era utilitzat per activar pistons situats a la coberta de la caixa de canvis per operar la transmissió en el "Citromatic", la versió de Citroën d'una caixa de canvis semiautomàtica. Aquest sistema hidràulic d'alta pressió conformaria la base de molts cotxes Citroën a la segona part del segle xx, inclòs els SM, GS, CX, BX, XM i Xantia.
El 1965, Citroën va comprar el fabricant de cotxes francès Panhard amb l'esperança d'usar l'experiència de Panhard en cotxes de mida mitjana per complementar el seu propi catàleg de cotxes petits i barats, per exemple el 2CV/Ami; i de cotxes grans i care (p.e. DS/ID). El 1967, Citroën també prengué control de Maserati, el fabricant italià de cotxes esportius i va llançar l'esportiu/Gran Turisme SM, amb un motor Maserati V6. Aquesta maniobra va ser duta a terma en un moment equivocat, ja que la crisi petrolera del 1973 faria que la fabricació de GT esdevingués no profitosa.
Les grans pèrdues causades per la fallida de la fusió amb Maserati, junt amb grans despeses als Comotor Wankel, van dur a què Peugeot prengués Citroën el 1976. La nova companyia fou coneguda com el Grup PSA.
Durant els 1980, els models de Citroën es van anar basant cada cop més en Peugeot. El BX de 1982 encara usava el sistema de suspensions hidropneumàtic, però duia motors derivats dels de Peugeot. A finals de la dècada, PSA va utilitzar una compartició de plataformes extensiva. El XM, per exemple, usava el mateix motor i panell de terra que el Peugeot 605, i el Xantia de 1993 era idèntic en l'interior al Peugeot 406.
Citroën va desenvolupar un cotxe petit per ser produït a Romania, conegut com l'Oltcit o també venut com a Citroën Axel.
La manera atrevida d'entendre l'enginyeria i l'estil de Citroën va ser difuminada pel conservadorisme de Peugeot. El clàssic 2CV va ser retirat finalment el 1990, havent canviat la producció de França a Portugal.
Malgrat els problemes entre Peugeot i Citroën, Citroën ha continuat la seva tradició innovadora, representada per nous vehicles com el C2 i el Xsara Picasso. Fins i tot s'ha expandit a nous mercats, per exemple a la Xina on el C3 i el Xsara es venen al costat dels models locals ZX Fukang i Elysée. La introducció de nous models encara més nous, com el substitutori del XM, el C6, indica l'afecció contínua de Citroën a la innovació en el segle xxi.

## Utilitaris i furgonetes
- 2CV (1948-1990)
- 8CV Rosalie (1932-1935)
- 10CV
- Acadiane (1978-1987)
- Ami 6 (1961-1971)
- Ami 8 (1969-1979)
- Ami Super (1973-1976)
- Axel (1984-1988)
- AX (1986-1998)
- Berlingo (1996-)
- BX (1982-1994)
- CX (1974-1989)
- C-ZERO (2012-)
- C1 (2005-)
- C2 (2003-2010)
- C3 (2002-)
- C4 (2004-)
- C5 (2000-)
- C6 (2005-2006)
- C8 (2002-)
- C15 (1984-2005)
- C25 (1981-1993)
- C35 (1974-1992)
- DS3 (2010-)
- DS4 (2011-)
- DS5 (2011-)
- Dyane (1967-1984)
- DS/ID (1955-1975)

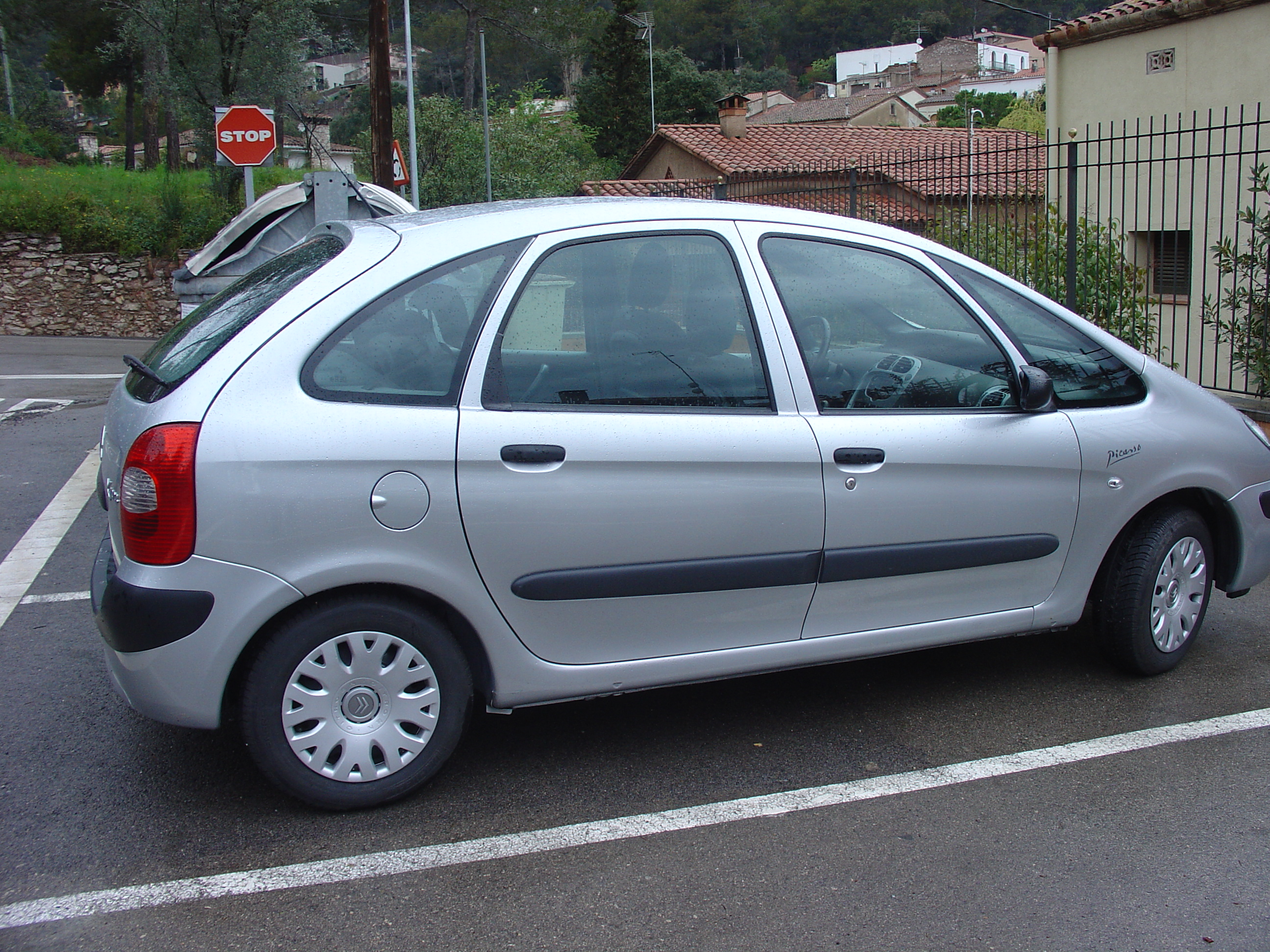
2002 Citroën Xsara Picasso.

- Elysée ZX, derivat per al mercat xinès
- Evasion (1994-2002)
- FAF
- GS and GSA (1970-1984)
- H Van (1947-1981)
- Jumpy (1995-)
- Jumper (1994-)
- LN (1976-1979)
- LNA (1978-1986)
- M35 (1970-1971)
- Méhari (1968-1987)
- Saxo (1995-2003)
- SM (1970-1975)
- Traction Avant (1934-1957)
- TUB (1939-1941)
- Type A (1919-1921)
- Type B (1921-1928)
- Type C C2-C3 (1922-1926)
- Type C C4-C6 (1928-1934)
- Visa (1978-1988)
- XM (1989-2000)
- Xantia (1993-2001)
- Xsara (1997-2004)
- ZX (1991-1997)

## Camions
- P45 (1934-1953)
- P46
- U23
- 350 fins a 850 o Belphégor

## Prototips
- G Van
- Prototype C o Coccinelle
- C-60
- Project F
- Mini-Zup (1972)
- GS Camargue (1972)
- 2CV Pop (1973)
- Prototype Y
- C44 (1980)
- Karin (1980)
- Xenia (1981)
- Eco 2000 (1984)
- Eole Prototip (1986)
- Zabrus Bertone Prototip (1986)
- Activa (1988)
- Activa II (1990)
- Citella (1992)
- Xanae Prototip 1994
- Osmose Prototip
- Tulip (1995)
- C3 Lumière Prototip (1998)
- C6 Lignage Prototip (1999)
- Osée Pininfarina Prototip
- Pluriel Prototip (1999)
- C-Crosser Prototip (2001)
- C-Airdream Prototip (2002)
- C-Airlounge Prototip (2003)

## Miscel·lània
El nom holandès original d'André Citroën's era Citroen - 'llimona', ja que un dels seus avis va ser un venedor de llimones (limoenman) als mercats de carrer d'Amsterdam. Un altre nom passat de moda per als cotxes Citroën és Citron (llimona, en francès).
El logotip famós "double chevron" de la marca deriva del primer negoci d'André Citroën's, la construcció de transmissions; companyia que va ser pionera en la producció en massa de dents de transmissió tallades en doble hèlice, que formen un "chevron".
Citroën és un dels competidors més importants del World Rally Championship. El 17 d'octubre de 2004, el pilot francès Sebastien Loeb va guanyar el Campionat de Pilots amb el Citroën Xsara WRC al Ral·li de França.
Citroën també va investigar a principis dels anys 70 la possibilitat de produir helicòpters amb motors Wankel manufacturats per la seva filial Comotor. Alguns models, com el Citroën RE2, han estat provats en vol i encara existeixen.

## Aviació
Els motors d'automoció d'alguns vehicles Citroën són usats en l'aviació ultralleugera.

## Cotxes Citroën guanyadors del "Cotxe Europeu de l'Any"
- 1971: Citroën GS
- 1975: Citroën CX
- 1990: Citroën XM

## Cotxes Citroën en segona i tercera posició del "Cotxe Europeu de l'Any"
- 1979: Citroën Visa
- 1988: Citroën AX
- 1994: Citroën Xantia
- 2003: Citroën C3
- 2005: Citroën C4